# كيرن هانسن
كيرن هانسن (بالإنجليزية: Kieran Hansen)‏ هو متزلج على مسار قصير أسترالي، ولد في 16 نوفمبر 1971 في سيدني في أستراليا.

## وصلات خارجية
- كيرن هانسن على موقع اللجنة الأولمبية الدولية (الإنجليزية)
- كيرن هانسن على موقع أوليمبيديا (الإنجليزية)
- كيرن هانسن على موقع اللجنة الأولمبية الأسترالية (الإنجليزية)